# Mistrovství světa v ragby 1995
Mistrovství světa v ragby 1995 bylo 3. MS v ragby v historii. Turnaj se konal od 25. května do 24. června 1995 v Jihoafrické republice. Mistrovství světa bylo první velkou sportovní událostí, která byla v JAR po konci apartheidu a pro Jihoafričany to byla premiérová účast na světovém ragbyovém šampionátu. Ve finále pořádající země porazila 15:12 po prodloužení Nový Zéland a všechny body domácího týmu ve finále nakopal ragbista s českými kořeny Joel Stransky. V boji o 3. místo Francie porazila 19:9 Anglii. Nejvíce bodů si připsal Francouz Thierry Lacroix (112) a nejvíce položení do brankoviště (7) měli Novozélanďané Jonah Lomu a Marc Ellis.

## Kvalifikace
Na tento šampionát se automaticky kvalifikovaly země, co na MS 1991 došly alespoň do čtvrtfinále a hostitelská země. O zbývajících 7 míst se bojovalo v regionálních kvalifikacích. Z africké kvalifikace postoupilo Pobřeží slonoviny, z evropské kvalifikace se na jihoafrický šampionát probojoval Wales, Itálie a Rumunsko, Argentina postoupila z americké sekce po dvojzápase proti USA, asijskou část vyhrálo Japonsko a v oceánském dvojzápase o jedno místo postoupila Tonga na úkor Fidži.

## Základní skupiny
16 týmů bylo rozděleno do čtyř skupin. Dva nejlepší týmy ve skupině se probojovaly do čtvrtfinále. Za vítězství ve skupině dostal tým 3 body, za remízu 2 body a za prohru 1 bod.
skupina A Jihoafrická republika, Austrálie, Rumunsko, Kanada
skupina B Anglie, Samoa, Itálie, Argentina
skupina C Nový Zéland, Irsko, Wales, Japonsko
skupina D Francie, Skotsko, Tonga, Pobřeží slonoviny

### Skupina A
| 1. | JAR       | 9 | 68 | 26 |
| 2. | Austrálie | 7 | 87 | 41 |
| -- | --------- | - | -- | -- |
| 3. | Kanada    | 5 | 45 | 50 |
| 4. | Rumunsko  | 3 | 14 | 97 |

25.5.1995 Jihoafrická republika – Austrálie 27:18
26.5.1995 Kanada – Rumunsko 34:3
30.5.1995 Jihoafrická republika – Rumunsko 21:8
31.5.1995 Austrálie – Kanada 27:11
3.6.1995 Austrálie – Rumunsko 42:3
3.6.1995 Jihoafrická republika – Kanada 20:0

### Skupina B
| 1. | Anglie    | 9 | 95 | 60 |
| 2. | Samoa     | 7 | 96 | 88 |
| -- | --------- | - | -- | -- |
| 3. | Itálie    | 5 | 69 | 94 |
| 4. | Argentina | 3 | 69 | 87 |

27.5.1995 Itálie – Samoa 18:42
27.5.1995 Argentina – Anglie 18:24
30.5.1995 Samoa – Argentina 32:26
31.5.1995 Anglie – Itálie 27:20
4.6.1995 Argentina – Itálie 25:31
4.6.1995 Anglie – Samoa 44:22

### Skupina C
| 1. | Nový Zéland | 9 | 222 | 45  |
| 2. | Irsko       | 7 | 93  | 94  |
| -- | ----------- | - | --- | --- |
| 3. | Wales       | 5 | 89  | 68  |
| 4. | Japonsko    | 3 | 55  | 252 |

27.5.1995 Japonsko – Wales 10:57
27.5.1995 Irsko – Nový Zéland 19:43
31.5.1995 Irsko – Japonsko 50:28
31.5.1995 Nový Zéland – Wales 34:9
4.6.1995 Japonsko – Nový Zéland 17:145
4.6.1995 Irsko – Wales 24:23

### Skupina D
| 1. | Francie           | 9 | 114 | 47  |
| 2. | Skotsko           | 7 | 149 | 27  |
| -- | ----------------- | - | --- | --- |
| 3. | Tonga             | 5 | 44  | 90  |
| 4. | Pobřeží slonoviny | 3 | 29  | 172 |

26.5.1995 Pobřeží slonoviny – Skotsko 0:89
26.5.1995 Francie – Tonga 38:10
29.5.1995 Francie – Pobřeží slonoviny 54:18
29.5.1995 Skotsko – Tonga 41:5
3.6.1995 Pobřeží slonoviny – Tonga 11:29
3.6.1995 Francie – Skotsko 22:19

## Play-off

### Čtvrtfinále
10.6.1995 Jihoafrická republika – Samoa 42:14
10.6.1995 Francie – Irsko 36:12
11.6.1995 Anglie – Austrálie 25:22
11.6.1995 Nový Zéland – Skotsko 48:30

### Semifinále
17.6.1995 Jihoafrická republika – Francie 19:15
18.6.1995 Anglie – Nový Zéland 29:45

### Boj o 3.místo
22.6.1995 Francie – Anglie 19:9

### Finále
24.6.1995 Jihoafrická republika – Nový Zéland 15:12 po prodloužení